# Libero Ferrario

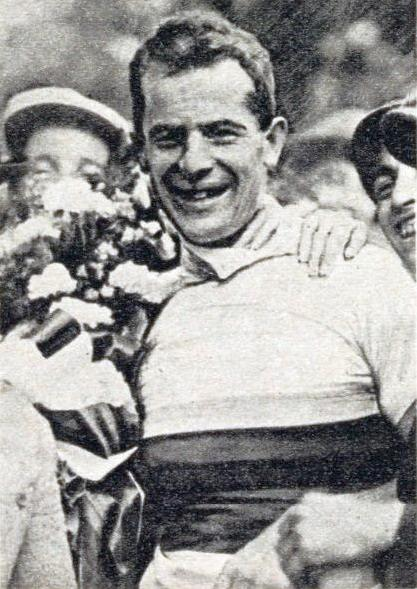
Libero Ferrario im Jahre 1923

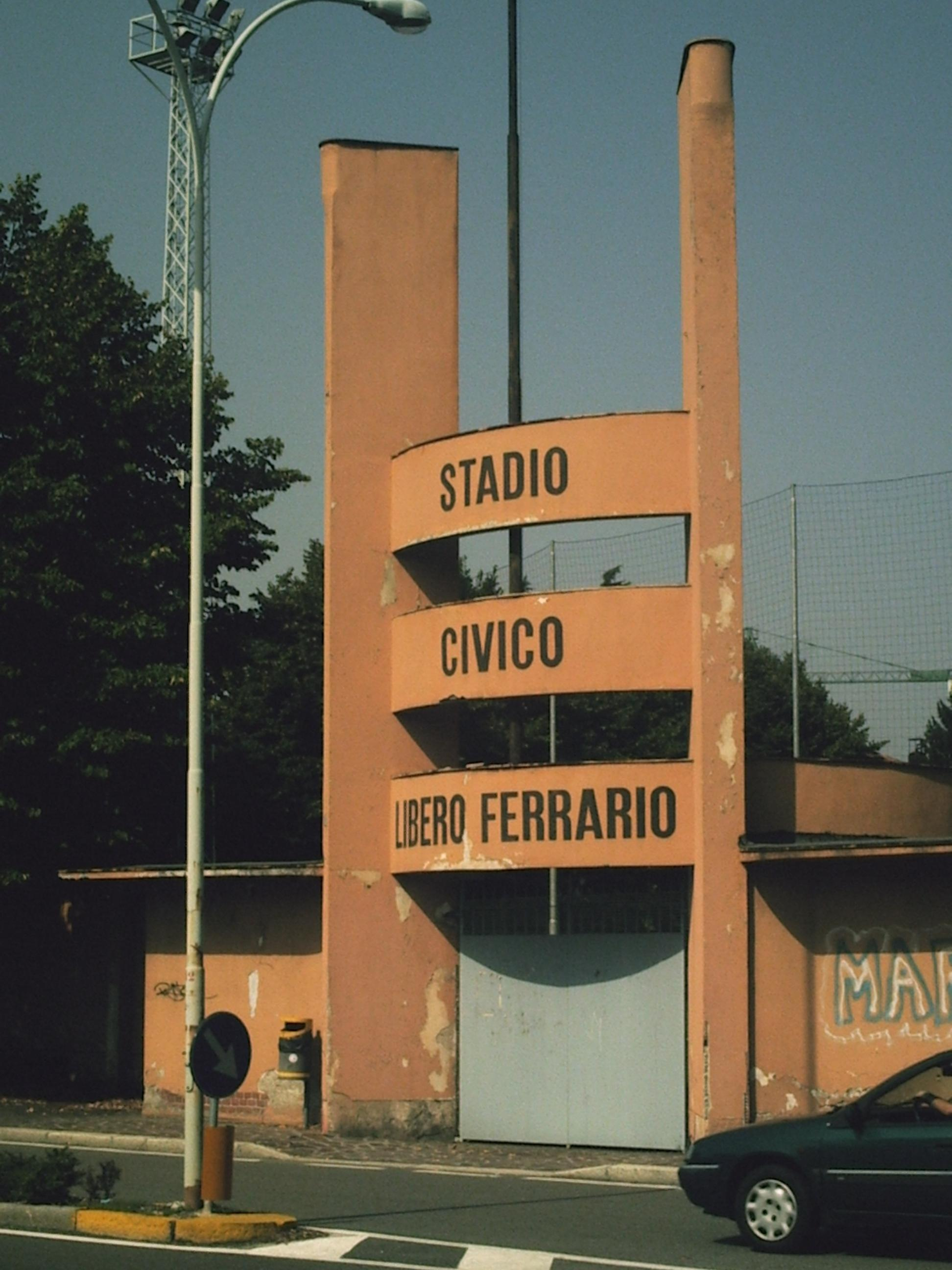
Eingang zum Stadio Civico Libero Ferrario in Parabiago

Libero Ferrario (* 6. Juli 1901 in Parabiago; † 14. Februar 1930 ebenda) war ein italienischer Radrennfahrer und Weltmeister.
1923 wurde Libero Ferrario in Zürich Weltmeister im Straßenrennen  der Amateure. Im Jahr darauf belegte er bei den Weltmeisterschaften Platz vier. 1922 und 1923  gewann er die Coppa Bernocchi, 1924 das Tre Valli Varesine und die Coppa del Re, 1923 zudem den Piccolo Giro di Lombardia. 1926 belegte er beim Giro d’Italia Platz zwei auf der neunten Etappe, hinter seinem Landsmann Alfredo Binda.
Ferrario starb im Alter von 28 Jahren an Tuberkulose, nachdem er schon jahrelang gekränkelt hatte und den Radsport hatte aufgeben müssen. In seinem Heimatort Parabiago lebt die Erinnerung an den jung verstorbenen Radsportstar fort: Das örtliche Sportstadion ist nach ihm benannt, und der örtliche Radsportverein heißt Societá Ciclista Libero Ferrario Parabiago. Auch ein Amateurrennen, die Targa Libero Ferrario, wird zu seinem Gedenken in Parabiago ausgerichtet. Zudem wurde eine Zwischenwertung der Coppa Bernocchi nach ihm benannt. 1973, zum 50. Jahrestag von Ferrarios WM-Sieg in Zürich, startete der Giro di Lombardia in Parabiago. Der Beitrag über Ferrario auf der Website der Kommune ist überschrieben mit: Libero Ferrario è un mito che vive in mezzo a noi. (= „Libero Ferrario ist ein Mythos, der mitten unter uns lebt.“)